# Премія імені Дмитра Нитченка

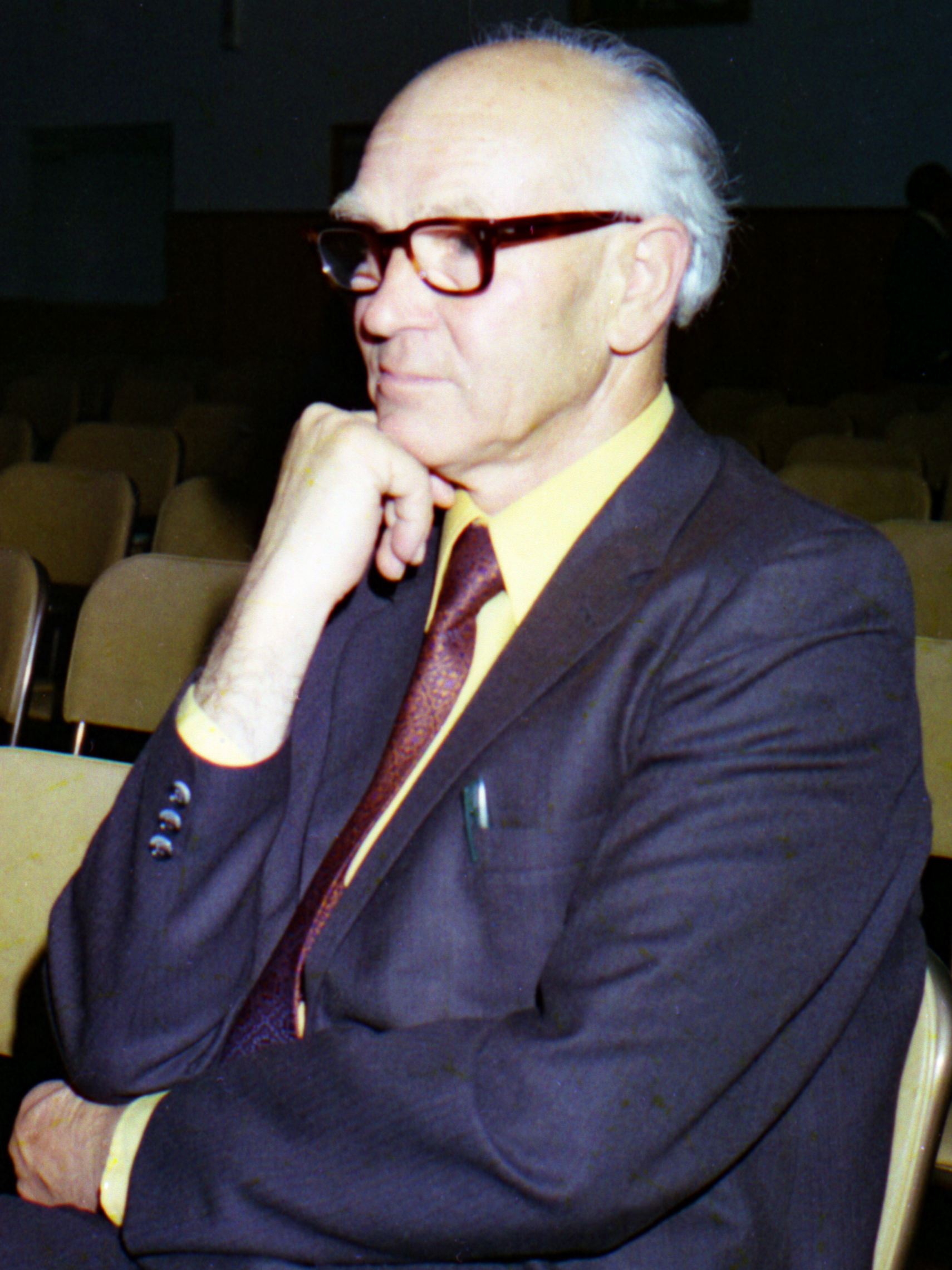
Дмитро Нитченко
(псевдонім — Дмитро Чуб)

Премія імені Дмитра Нитченка — відзнака, яка щороку присуджується до дня народження письменника (21 лютого) за пропаганду українського слова. Засновники премії — Ліга українських меценатів та родина Дмитра Нитченка (Австралія). Понині серед її лауреатів ті, хто справді активно пропагує українську книгу та захищає друковане слово: рецензенти, журналісти, видавці, бібліотекарі, працівники книготоргівлі, артисти й меценати з усієї України. Премія заснована 2000 року.

## Історія премії
Дмитро Нитченко (літературний псевдонім Дмитра Ніценка) — відомий подвижник українського слова: письменник, журналіст, критик, літературознавець, педагог, меценат. Упродовж десятиліть він, проживаючи в Австралії, писав книжки і рецензував твори, що виходили українською мовою в діаспорі, та популяризував, видавав і розповсюджував їх, щоб на виручені гроші опубліковувати нові.
Коментуючи рішення комітету з присудження премії імені Д. Нитченка, президент Ліги українських меценатів Володимир Загорій сказав: «Ця премія, яка надається за пропаганду української книжки, існує вже десять років і за цей час стала справді помітною в Україні. Люди, які її одержують, віддають багато сил обороні українського друкованого слова, популяризації національної літератури, у кожного в цьому розумінні — свій авторитетний послужний список».

## Лауреати
Серед лауреатів премії: поет-шістдесятник Микола Сом (2000), директор видавничого центру «Академія» Василь Теремко та заступник головного редактора головної редакції «Новини дня» Національної радіокомпанії України Оксана Маловічко, доцент університету імені Б. Хмельницького Василь Пахаренко, директор обласної бібліотеки для юнацтва імені Симоненка Олена Федоренко, вінницькі письменники Анатолій Подолинний (2003), Ніна Гнатюк (2004), Марія Остгайм-Дзерович (перекладач роману Василя Барки «Жовтий князь» на німецьку), Музей книги та друкарства України, заслужений артист України Борис Лобода, голова Рівненської організації Національної Спілки письменників України Лідія Рибенко, головний редактор газети і радіо «Сім'я і дім» письменник Іван Корсак, головний редактор газети «Віче» та поет Василь Простопчук.

### 2002[2]
- Микола Колодка, голова проекту «Канадсько-українські бібліотечні центри» Канадського товариства приятелів України (Канада)
- Микола Сергійчук, церковний та громадський діяч, член Української стрілецької громади, Українського національного об'єднання, Конґресу Українців Канади (Канада)
- Михайло Сорока, головний редактор газети «Урядовий кур'єр»
- Віктор Набруско, президент Національної радіокомпанії України
- Леонтій Даценко, віце-президент Національної радіокомпанії України
- Анатолій Михайленко, письменник
- Лариса Мельник, директор Київського будинку вчителя
- Валентина Кайнару, заступник директора школи N 25, м. Суми
- Валентина Стрілько, президент Міжнародного освітнього фонду імені Ярослава Мудрого
- Галина Стефанова, актриса;
- Неля Васильєва, директор книжкового магазину «Мистецтво», Київ
- Лідія Вансович, директор книжкового магазину «Наукова думка», Київ
- Мирослава Войтович, директор книжкового магазину «Глобус», Львів
- Микола Мариненко, головний редактор Всесвітньої служби радіо «Україна» Національної радіокомпанії України
- Наталка Дзюбенко, поетеса, письменниця
- Михайло Зяблюк, директор, головний редактор Всеукраїнського спеціалізованого видавництва «Українська енциклопедія» ім. М. П. Бажана
- Наталка Охмакевич, директор видавництва «Обереги»
- Людмила Саєнко, керівник відділу «Одесика» Одеської державної наукової бібліотеки ім. М.Горького
- Ігор Коцюбинський, директор Чернігівського літературно-меморіального музею-заповідника М.Коцюбинського

### 2003[3]
- Микола Мушинка, літературознавець зі Словаччини
- Юрій Кузнецов, головний редактор газети «Освіта України»
- Микола Гук, полковник Українського флоту, член «Просвіти», головний редактор україномовної газети «Дзвін Севастополя»
- Ярослав Семчишин, директор програми канадсько-українських бібліотечних центрів Канадського Товариства приятелів України

### 2006[4]
- Короненко Світлана Анатоліївна, українська письменниця і журналістка. Живе і працює у Києві.

### 2007
- Юрій Гаврилюк, письменник, історик, публіцист, культурний та громадський діяч на Підляшші в Польщі[5]

### 2008
- Баран Євген Михайлович[6], літературний критик
- Юрій Роговий, письменник (Полтава);

### 2009[7]
- Віктор Грабовський, заступник головного редактора газети «Літературна Україна»
- Василь Захарченко, письменник (м. Черкаси)
- Володимир Родіонов, письменник (м. Харків)
- Микола Берник, головний редактор газети «Ваше здоров'я»
- Оксана Івасюк, в. о. директора Чернівецького обласного інституту післядипломної педагогічної освіти, кандидат філологічних наук
- Олег Романчук, головний редактор журналу «Універсум»
- Олександр Климчук, головний редактор альманаху «Музейний провулок»

### 2011
- Олександр Вертіль, голова Сумської організації НСПУ
- Неживий Олексій Іванович, письменник

### 2012[8][9]
- Сергій Грабар, письменник
- Володимир Погорецький, письменник
- Олександр Польченко, тележурналіст
- Ірина Фаріон, мовознавець, доцент НУ «Львівська політехніка», громадський діяч, народний депутат
- Тарас Компаніченко, музикант, співак, фольклорист, лідер гурту «Хорея козацька»
- Євген Товстуха, лікар фітотерапевт, член Національної спілки письменників України

### 2014[1]
- Юрій Антипович
- Віктор Баранов
- Володимир Науменко

### 2016[10]
- Любов Голота, письменниця, головний редактор газети «Слово Просвіти»
- Павло Гриценко, директор Інституту української мови НАН України, доктор філології
- Микола Петренко, поет

### 2017[11]
- Лариса Масенко
- Іван Ющук

### 2018[12]
- Лариса Копань, директорка видавництва «Пульсари»
- Володимир Карасьов, директор видавництва «Знання»

### 2019[13]
- Марина Гримич, директорка видавництва «Дуліби», прозаїкиня, докторка наук
- Олег Жупанський, директор «Видавництва Жупанського», поет і перекладач

### 2020[14]
- подружжя білоруських україністів Тетяна Кобржицька і В'ячеслав Рагойша
- Сергій Куліда, редактор газети «Літературна Україна»

### 2021[15]
- Віра Соловйова, директорка видавництва «Кліо»
- Юлія Олійник, директорка видавництва «Темпора»

### 2022[16]
- Ірен Роздобудько, письменниця, журналістка
- Олександр Алфьоров, український історик, ведучий радіо «Культура», громадський та політичний діяч, науковий співробітник Інституту історії України НАН України
- Тарас Кремінь, науковець, громадський діяч, Уповноважений із захисту державної мови

### 2023[17]
- Галина Шумицька, доктор філологічних наук, професор кафедри соціології та соціальної роботи Ужгородського національного університету, експерт офісу Верховного комісара ОБСЄ у справах національних меншин, член Соціолінгвістичної комісії при Міжнародному комітеті славістів
- Ігор Жук, поет-пісняр, театральний та кінодраматург
- Євген Нищук, громадський діяч, актор, модератор на сцені під час «Помаранчевої революції», екс-міністр культури, військовик у Збройних Силах України, Генеральний директор-художній керівник Національного академічного драматичного театру імені Івана Франка (з 3 квітня 2024 року)

### 2024[18]
- Микола Железняк, український мовознавець, кандидат філологічних наук, директор Інституту енциклопедичних досліджень НАН України, один із головних ініціаторів створення та керівник (до 2004) Координаційного бюро Енциклопедії Сучасної України НАН України, основним завданням якого було видання Енциклопедії Сучасної України.
- Юрій Костенко, громадський діяч, політик, науковець, міністр охорони довкілля та ядерної безпеки (1992-1998), перший керівник української урядової делегації на переговорах з Російською Федерацією у Москві щодо ядерного роззброєння (1992-1993), автор книги «Історія ядерного роззброєння України».
- Олександр Панченко,  краєзнавець, дослідник і журналіст з Полтавщини, автор і упорядник десятків краєзнавчих, мемуарних, українознавчих  книг, зокрема,  книжки «УКРАЇНСЬКА АВСТРАЛІАНА. – Полтавщина, Галичина, Боснія»,  в якій йому вдалося вибудувати власний доволі оригінальний підхід до висвітлення історії, проблем, особистостей та особливостей життя українців, розсіяних на австралійському континенті.

### 2025[19]
- Валентина Коваленко, письменниця, педагог, громадська діячка, донедавна в.о. генерального директора Шевченківського національного заповідника, м. Канів. Авторка ряду навчальних підручників та посібників для вчителів і школярів з літератури рідного краю(«Роду криниця віща», «На осонні слова», «Поетичний гербарій» та ін.). Авторка літературознавчих розслідів із питань психології літературної творчості П. Гулака-Артемовського, Т. Шевченка, М. Старицького, М. Драй-Хмари, Тодося Осьмачки («Русалко з куцівських ярів»), Олекси Влизька, Івана Виргана, Зінаїди Тулуб, Василя Симоненка («Його весна говерлила громи…»), В. Захарченка та ін.
- Людмила Лисенко, письменниця, тележурналістка, громадська діячка, політолог, етнограф, фольклорист, мистецтвознавець.  Авторка відомого роману-трилогії «Світотворення від Марії» про життєвий та творчий шлях української мисткині Марії Приймаченко.
- Василь Шуляр, доктор педагогічних наук, доцент, професор кафедри теорії й методики мовно-літературної та художньо-естетичної освіти МОІППО. Заслужений вчитель України. Директор Миколаївського обласного інституту післядипломної педагогічної освіти.